# Björnhult
Björnhult är en småort i Döderhults socken i Oskarshamns kommun, Kalmar län.